# 조시 켈리
조시 켈리(Josh Kelley, 1980년 1월 30일 ~ )는 미국의 싱어송라이터이다. 찰스 켈리는 조시의 동생이다.